# Мерида (Испания)
Ме́рида (исп. Mérida, эстр. Méria) — город в Испании, на реке Гвадиана, столица автономного сообщества Эстремадура. Население — 59 352 жителей.

## История
На месте Мериды стояла в античности Августа Эмерита (лат. Augusta Emerita) — главный город римской провинции Лузитания. Основал его в 25 г. до н. э. император Октавиан Август. Тогда же через Гвадиану был переброшен 800-метровый мост, сохранившийся до нашего времени. Для защиты моста в Мериде базировался крупный римский гарнизон.
В VI веке Мерида становится центром епископии и религиозной столицей всего Иберийского полуострова. В 713 г. городом завладели арабы, под предводительством Мусы ибн Нусайр. На останках римской крепости они воздвигли новую — она называется Алькасаба.
В 1230 г. король Леона Альфонсо IX отвоевал Мериду у мавров и передал город в распоряжение ордена Святого Иакова. Судьба города долгое время была неразрывно связана с рыцарями Сантьяго. Историческое наследие понесло большой урон в XIX веке в связи с перипетиями наполеоновских войн и промышленной революцией.

## Достопримечательности
Несмотря на определённые утраты, Мерида сохранила больше античных памятников, чем любой другой город на Иберийском полуострове. Археологические находки экспонируются в новом музее, который спроектировал Рафаэль Монео. Ансамбль сохранившихся зданий колонии Эмерита-Августа признан ЮНЕСКО памятником Всемирного наследия:
- Римский мост, самый длинный из сохранившихся, в настоящее время открыт только для пешеходов.
- Форум с храмом Дианы и руинированной триумфальной аркой времён Траяна.
- Алькасаба на месте римских и вестготских укреплений.
- Следы существования цирка (ипподрома) длиной в 400 метров.
- Система водоснабжения: полуразрушенный акведук и две плотины.
- Римские амфитеатр и театр, где по-прежнему идут постановки античных пьес.

## Галерея
- Акведук Лос Мила́грос
- Римский театр, где по-прежнему идут постановки античных пьес
- Музей древнеримского искусства
- Храм Дианы
- Алькаса́ба (es:Alcazaba de Mérida)
- Древняя плотина Корналво